# 林道湯之奥猪之頭線

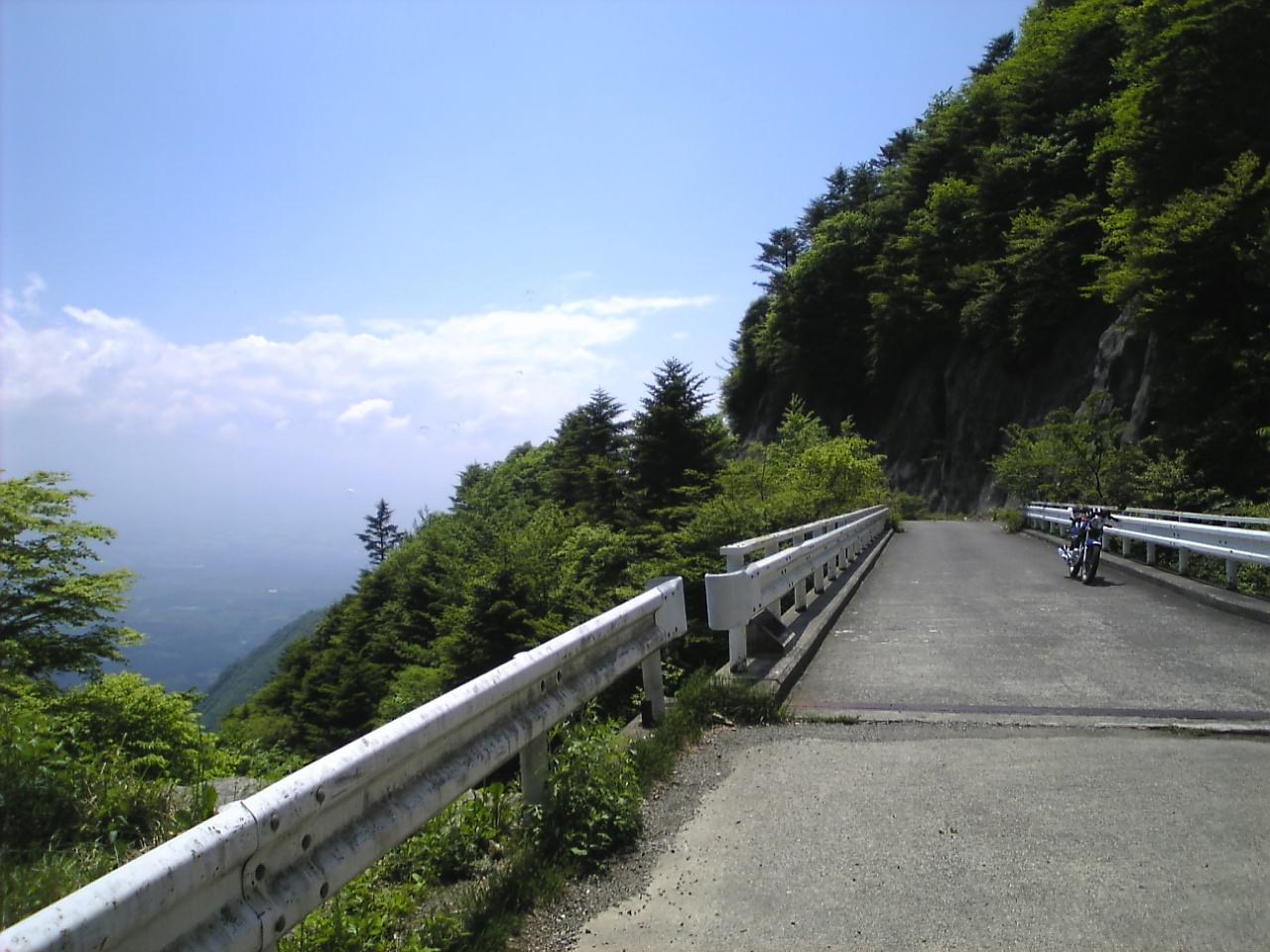
峠付近の静岡県側（2010年6月）

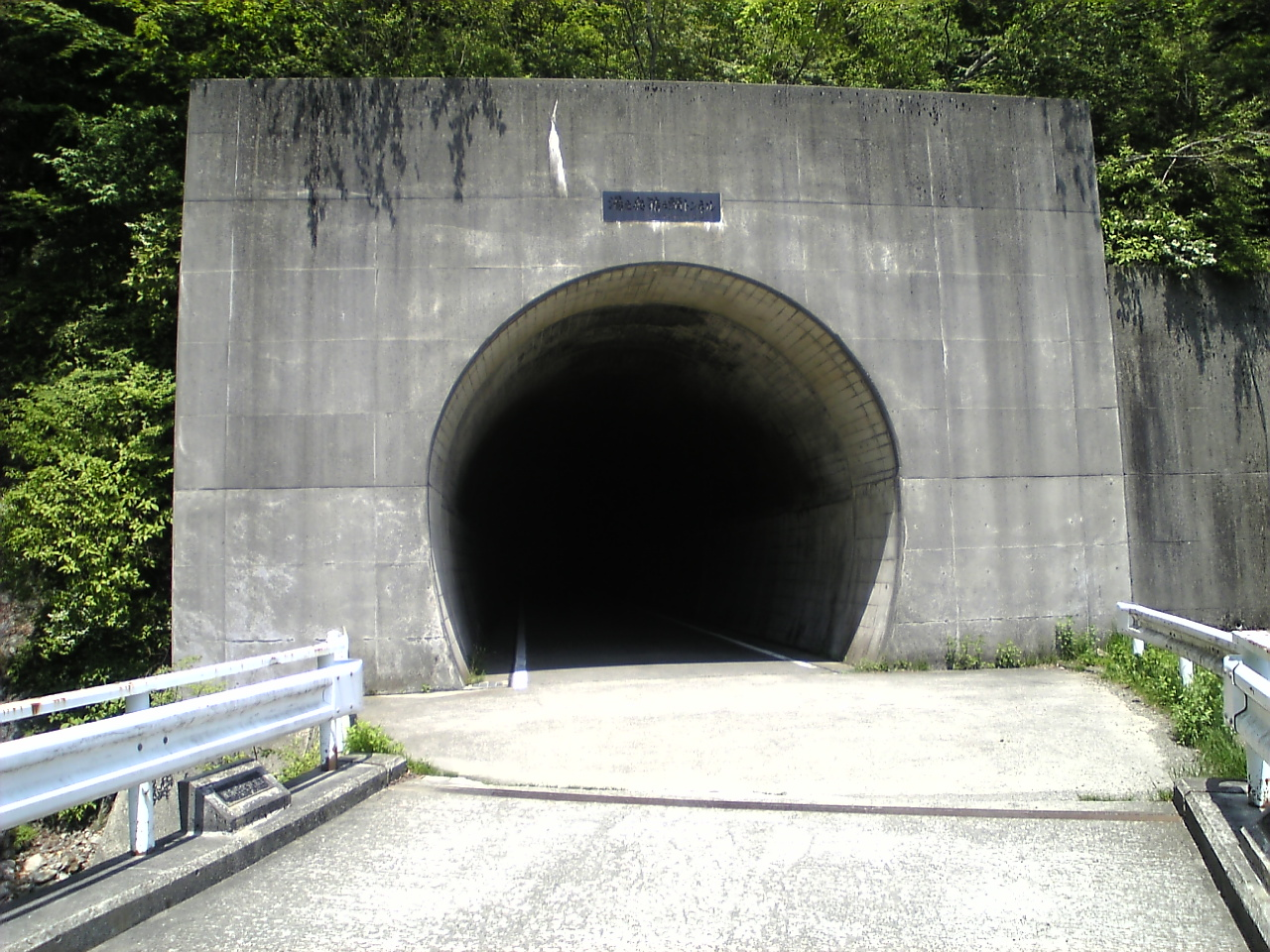
湯之奥猪之頭線トンネル（2010年6月）

林道湯之奥猪之頭線（りんどうゆのおくいのかしらせん）は、山梨県南巨摩郡身延町湯之奥から静岡県富士宮市猪之頭までを結ぶ林道である。山梨県・峡南林務環境事務所および富士宮市・環境森林課が管理する。
山梨県側からは県道415号で下部温泉を経た後、県道の途切れる湯之奥集落が起点となる。県境となる猪之頭峠（下部峠）には湯之奥猪之頭トンネルが貫いており、天子山地における毛無山と長者ヶ岳の中間点にあたる。
静岡県側にはパラグライダーの離陸場が整備されている。また富士山の眺望が良く、日本林道協会による個別の部門の「眺望の良い路線の部」で1位に選ばれたことがある。

## 接続路線
- 山梨県道415号湯之奥上之平線
- 静岡県道414号富士富士宮線（市道を挟む）